# Harsin
Harsin (persiska: هرسين) är en stad i västra Iran. Den ligger i provinsen Kermanshah och har cirka 45 000 invånare.